# Хомосексуално понашање: Терапија и процена
Хомосексуално понашање: Терапија и процјена је књига из 1971. године о терапији конверзије, коју су написали психолог М. П. Фелдман и психијатар М. Џ. МакКалок. Дјело је добило позитивне критике.

## Резиме
Фелдман, психолог, и МакКалок, психијатар, разматрају употребу психологије учења у третману и разумевању хомосексуалног понашања. Они такође пружају оно што описују као „отворено спекулативан” покушај да комбинују различите доказе ради стварања приказа „развоја и одржавања хомосексуалног понашања“, као и мотивација за лечење и реакција на њега. Књига такође оцењује сопствену студију аверзивне терапије спроведену на 43 пацијента. 

## Историја објављивања
Књига Хомосексуално понашање: Терапија и процјена објављена је од стране издавачке куће Пергамон прес (Pergamon Press) 1971. године. 

## Реакције
Књига Хомосексуално понашање: Терапија и процјена добила је позитивну рецензију од Џона Џонсона у часопису British Journal of Psychiatry. Џонсон је написао да терапија понашања у лечењу „сексуалне девијације“ има историју успеха, и описао је књигу као „дело од знатне вредности и практичне примене“. Похвалио је Фелдмана и МакКалока за добру расправу о развоју њихове технике, али је напоменуо да је велики проценат њихових пацијената затражио терапију након упућивања од стране суда, и истакао да је њихова стопа успеха можда била под утицајем жеље те групе да се представе као хетеросексуалци. Њихову расправу о „биолошким аспектима хомосексуалности“ описао је као „спекулативну“. 
Неуронаучник Сајмон Левеј написао је да су студију Фелдмана и МакКалока о покушајима промјене хомосексуалности путем аверзивне терапије касније слиједиле и друге. Према Левеју, аутори неких од тих студија тврде да су наводи Фелдмана и МакКалока о успјешности били преувеличани и да су мушкарци који су, изгледа, постали хетеросексуални након терапије, у року од неколико мјесеци поново испољили хомосексуално понашање. Други су сматрали да Фелдман и МакКалок нису користили најбоље доступне технике. 